# Siddhi
Siddhi (sanscrito: सिद्धिः; siddhiḥ) é uma palavra sanscrita que literalmente significa "realização", "consecução" ou "sucesso". Também é usada como um termo para poder espiritual (ou habilidade física). O termo é usado neste sentido no Hinduísmo e no Budismo Tântrico.
Existem vários pontos de vista sobre a obtenção de Siddhis. Uma escola de pensamento estabelece que eles são um conjunto normal de ocorrências que não deveriam ser focados porque eles irão arrancá-lo do caminho. Outras perspectivas julgam que cada siddhi deveria ser aspirados porque habilitarão o indivíduo a entender o poder do Ente Supremo. Siddhis podem ocorrer de muitas maneiras: naturalmente através da ação do karma, como um resultado de prática prolongada (sadhana), através de austeridades rigorosas (tapasya) ou por graça. Eles são frequentemente mencionados em conjunção com Riddhi (pl. Riddhis), que significa riqueza material ou terrena, poder, estilo de vida luxurioso, etc.
(sânscr.) - no budismo Vajrayana, poderes sobrenaturais surgidos a partir do controle do corpo e da mente.
1. ↑  Bhaktivedanta, Swami Prabhupada (2012). O Néctar da Devoção. Índia: The Bhaktivedanta Book Trust
2. ↑  Bhaktivedanta, Swami Prabhupada (1965). Comentários do Bhagavat Gita. [S.l.: s.n.]